# 達馬斯卡斯 (科菲縣)
達瑪斯卡斯（英語：Damascus）是一個位於美國阿拉巴馬州科菲縣的非建制地區。該地的面積和人口皆未知。

## 地理
達瑪斯卡斯的座標為31°19′14″N 86°00′16″W / 31.32055°N 86.00444°W，而該地最高點為海拔高度109米（即358英尺）。